# Castlebay
Das Dorf Castlebay, schottisch-gälisch: Bàgh a’ Chaisteil, ist der Hauptort der Insel Barra auf den Äußeren Hebriden in Schottland. Es liegt an der Südküste der Insel und überblickt neben einer Bucht auch in der Nähe gelegene Inseln wie Vatersay. 

## Kirchen
Die katholische Kirche von Castlebay, The Church of Our Lady Star of the Sea, wurde 1886 auf einem Hügel oberhalb des Ortszentrum gebaut. Sie wurde wie das etwas hangabwärts gelegene Haus des Priesters von einem Architekten aus Oban entworfen, G. Woulfe Brenan. Der Nordgiebel der Kirche weist ein Buntglasfenster auf, das die Kreuzigung zeigt, während der südliche Giebel Our Lady, Star of the Sea zeigt (d. h. die Hlg. Maria). Bis Anfang 2007 wurde die Kirche renoviert.

## Verkehr
Die Stadt beherbergt einen der wichtigsten Verkehrsknotenpunkte der Insel – den Haupt-Fähranleger. Im späten 19. Jahrhundert befuhren bereits dampfbetriebene Fähren die Strecke zwischen Castlebay und Oban, obwohl die Bedingungen berüchtigt waren. In den Achtzigerjahren des 20. Jahrhunderts wurde ein Roll-on-roll-off-Fährterminal gebaut, was es deutlich größeren Fähren erlaubt, Barra anzulaufen. Zwischen 1989 und 1998 verkehrte die Lord of the Isles täglich zwischen Oban, Castlebay und Lochboisdale auf South Uist, manchmal mit Zwischenstopp auf der Isle of Mull. 1998 wurde sie durch die Clansman ersetzt.
Die Insel-Ringstrasse, die A888, verbindet Castlebay mit dem Rest der Insel.

## Erziehung
Die Castlebay Community School (Gälisch: Sgoil Bhàgh a’ Chaisteil) liegt im Westen von Castlebay. Es ist die einzige Schule auf Barra, die sekundäre Ausbildung anbietet. Seit 2007 hat die Schule auch die Verantwortung für die englische und gälische Vorschule in Castlebay, was bedeutet, dass sie Angebote für Schulkinder jeglichen Alters hat. Im September 2007 kritisierte ein Bericht die Beziehungen zwischen den Angestellten der Sekundarschule und dem Management schwer, lobte aber die Primarschularbeit.

## Infrastruktur
Castlebay beherbergt die meisten Geschäfte der Insel. Die Hauptstraße bildet mit dem Fähranleger und der Ringstraße einen Platz mit mehreren Lebensmittelgeschäften und touristischen Gebäuden. Im Westen der Stadt befindet sich ein größerer Supermarkt (The co-operative). Es gibt auch mehrere Hotels und ein Tourismus-Informationszentrum.
Castlebay ist auch Standort des RNLI Lifeboat Barra.

## Kisimul Castle
Kisimul Castle liegt etwa hundert Meter vom Fähranleger im Zentrum der Bucht, an der Castlebay liegt. Es ist der Stammsitz des Clan MacNeil, momentan aber für tausend Jahre an Historic Scotland verpachtet.
Die frühesten schriftlichen Aufzeichnung stammt aus der Mitte des 16. Jahrhunderts. Kisimul liegt auf einer Felsinsel vor der Küste von Barra. Es ist vom Meer umgeben und kann nur mit dem Boot (alle halben Stunden) erreicht werden. Ein Steindamm liegt nur bei Ebbe frei. Kisimul hat eine eigene Frischwasserquelle.

## Whisky Galore!

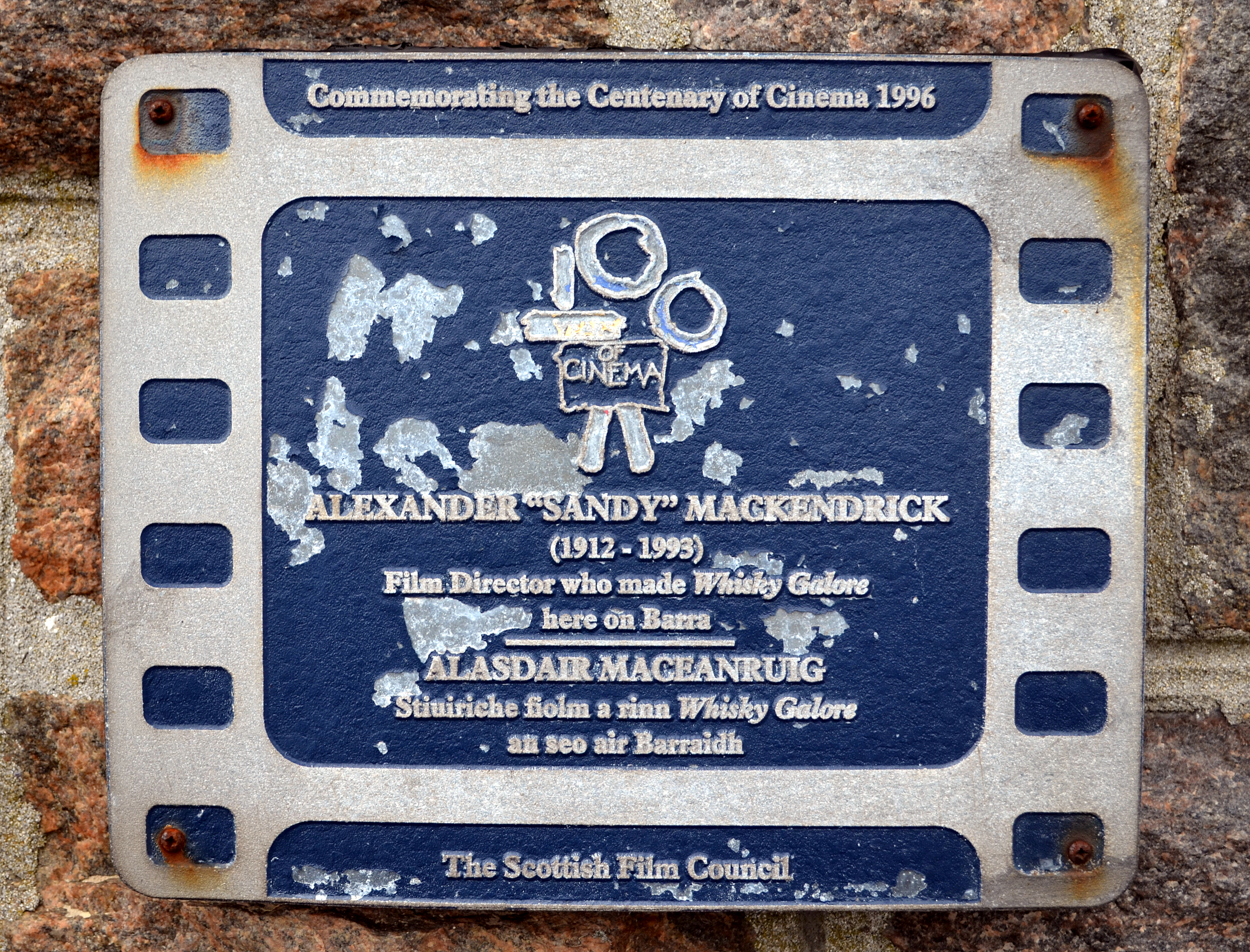
Castlebay, Pier Road: Gedenkplakette des Scottish Film Council von 1996 für Regisseur Alexander „Sandy“ Mackendrick, der hier 1949 den Film Whisky Galore! drehte. Die Plakette ist zweisprachig in Englisch und Gälisch.

1949 drehte Regisseur Alexander „Sandy“ Mackendrick auf Barra und insbesondere in Castlebay die Filmkomödie Freut euch des Lebens (englischer Originaltitel Whisky Galore!), die eine wahre Begebenheit aus dem Jahre 1941 auf der nahe gelegenen Insel Eriskay schildert. Die Romanvorlage stammte von Compton Mackenzie, der einige Jahre auf Barra gelebt hat.